# 열반종
열반종(涅槃宗)은 대승 불교 경전인 《대반열반경(大般涅槃經)》을 강구하는 불교 학파 또는 종파이다.
《대반열반경(大般涅槃經)》을 근본 성전(聖典)으로 하고, 모든 중생은 다 불성을 가지고 있으며 열반은 자신 내부에 항상 존재하는 불성을 증득하여 나타낸 것이라는 열반에 대한 "적극적인" 해석을 종지(宗旨)로 삼는다.
중국 불교의 열반종은 421년 북량(北凉)의 담무참(曇無讖: 385~433)이 《대반열반경》("북본열반경")을 번역한 것에서 성립되었다. 한국 불교의 열반종은 삼국시대 고구려 보장왕대의 승려 보덕(普德: fl. 650)이 권신 연개소문이 초청한 도교 세력과 대립하여 백제 의자왕대의 전주로 이동해 개종(開宗)하였으며 백제 멸망 뒤 신라 무열왕(武烈王: 재위 654~661)대에 번성하여 신라 불교의 5교 중 하나를 이루었다. 이 신라 5교 중 하나로서의 열반종은 시흥종(始興宗)이라고도 불리었다.

## 중국의 열반종
후진(後秦)의 도생(道生: ?~434)은 법현(法顯: 337~422)이 417~418년에 번역한 《대반니원경(大般泥洹經)》 6권을 정독하여, 극악무도(極惡無道)한 일천제(一闡提)도 성불이 가능하다는 천제성불설(闡提成佛說)을 제창하여, 열반종의 선구를 이루었다.
그 후 북량(北凉)의 담무참(曇無讖: 385~433)이 《대반열반경》 40권, 즉 《북본열반경》에 대한 번역을 414년에 시작하여 전후 8년을 소비하여 421년에 완역하였다. 이에 따라 《열반경》에 대한 연구가 활발해지면서 중국 불교의 열반종이 성립되었다.
이후, 중국 강남(江南)의 혜엄(慧嚴) · 혜관(慧觀: fl. 401~430) · 사령운(謝靈雲) 등은 후일 건강(建康)에서 《대반열반경》 40권본, 즉 《북본열반경》을 《대반니원경》 6권본에 의거, 수정하여 《대반열반경》 36권, 즉 《남본열반경》을 만들었다. 보통 유행되는 《열반경》은 이 《남본열반경》이다.
이들 도생(道生: ?~434)) · 혜관(慧觀: fl. 401~430) 등 구마라습(鳩摩羅什: 344~413) 문하의 뛰어난 승려들이 《열반경》을 부처 설법의 귀결(歸結)이라고 결론을 내린 이후 《열반경》은 수나라(隨: 581~618) 시대까지 중국 남북 각지에서 통용되었다. 특히 "법신상주(法身常住)"나 "일체중생 실유불성(一切衆生悉有佛性)"의 교의는 그 후의 중국 불교사상의 발전에 큰 영향을 주었다. 또한, 혜관(慧觀)에 의한 열반종오시교(涅槃宗五時敎)의 교판(敎判)은 후세 교판의 초석(礎石)이 되었다.
수나라(隨: 581~618) 시대에 이르러 천태(天台)의 지의(智顗: 538~597)가 "법화열반동일제호미(法華涅槃同一醍好味)"의 설을 세우게 되자 열반종은 천태종(天台宗)에 병탄(倂呑)되었다.

## 한국의 열반종
삼국시대 백제 의자왕대에 보덕(普德: fl. 650) 화상이 전주에서 열반종(涅槃宗)을 개종하여 백제 멸망 뒤 신라 무열왕(武烈王: 재위 654~661)대에 번성하였다. 열반종은 시흥종(始興宗)이라고도 불리었다.
보덕은 본래 고구려 용강현(龍崗縣) 사람으로 고구려의 반룡사(盤龍寺)에서 주석하였다. 당시 보장왕(寶藏王)이 도교를 혹신(惑信)하였다. 도교를 신앙하면 국조가 위태하다고 보덕이 간청하였으나 왕이 듣지 않으므로 비래방장(飛來方丈)으로 백제 완산주 고달산(孤達山)으로 이주한 후 경복사(景福寺)를 창건하여 열반종의 근본도량을 세웠다.
보덕화상의 제자 중에 11인의 상수제자가 8대 가람을 창건하였는데 금취(金趣)는 금동사(金銅寺), 적멸(寂滅)과 의융(義融)은 진구사(珍丘寺), 지수(智藪)는 대승사(大乘寺), 일승(一乘) 및 그의 제자 심정(心正)은 대원사(大原寺), 수정(水淨)은 유마사(維摩寺), 사대(四大)와 계육(契育)은 중대사(中臺寺), 개원(開原)은 개원사(開原寺), 명덕(明德)은 연구사(燕口寺)를 지었다.
조선 세종 6년(1424)에 7종을 폐합하여 선교양종(禪敎兩宗)으로 개편할 때 조계종(曹溪宗) · 천태종(天台宗) · 총남종(摠南宗)의 3종을 합하여 선종이라 하였다. 또한 화엄종 · 자은종 · 중신종(中神宗) · 시흥종(始興宗: 열반종의 다른 이름)의 4종을 합하여 교종이라 하였다. 시흥종(열반종)의 근본도량은 경복사를 삼아 18사를 내렸다.

## 같이 보기
- 한국 불교의 종파
- 5교 9산
- 5교
- 선종 9산

## 참고 문헌
- 이 문서에는 다음커뮤니케이션(현 카카오)에서 GFDL 또는 CC-SA 라이선스로 배포한 글로벌 세계대백과사전의 내용을 기초로 작성된 글이 포함되어 있습니다.